# Bogzzz
 (décembre 2018).
- Si vous ne connaissez pas le sujet, laissez ce bandeau (vous pouvez alors contacter les auteurs).
- Si vous supprimez le contenu mis en cause (vous pouvez préalablement contacter les auteurs),

argumentez précisément cette suppression dans la page de discussion
(un manque de référence n'est pas un argument ; une recherche réelle de référence doit avoir été effectuée, être formellement documentée).
Bogzzz est une bande dessinée de Nob, publiée aux éditions Glénat.

## Personnages
- Zip(Moscha Rigolis) : le personnage principal de la série. Il est violet avec une petite casquette rouge.

- Moskito (ou "Moski")(Moustiquum Romantisae) : un moustique avec les dents de devant qui dépassent et le meilleur ami de Zip. Il tombera amoureux de Zazie dans le tome 2.

- Sid (Bourdum Punkis) : un bourdon reconnaissable à sa crête de punk (d'où son espèce). Depuis que Moskito est tombé amoureux de Zazie, c'est le nouveau meilleur copain de Zip.

- Razmot (Novolare Inzeairum) : une sorte d'insecte qui rêve de voler. On ne voit sa bouche que peu souvent.

- Shitty (Moscha Merdum) : une mouche velue qui adore préparer de plats écœurants.

- Tibob (Cigalis Raggamuffin) : une cigale guitariste.

- Charlie (Moscha faineantum) : le père de Zip qui est très gros, fainéant et qui a des difficultés à voler. Il tient aussi un restaurant rapide.

- Zazie (Papillonus Bellae) : une jolie papillonne dont Moskito est amoureux. Comme tous les papillons, Zazie était autrefois une chenille (Zip et Sid le surnommaient "le petit boudin").

- Zoé (Scarabae Timidam) : une scarabée qui apparaît que très rarement dans la BD.

- Missel (Verrum Terra) : un ver de terre dont l'absence de membres lui donnent plusieurs avantages.

- Bavman  (Chauvae-Souris cinephilis) : une chauve-souris qui a très mauvaise haleine. Il a participé à un film d'horreur dans le tome 1.

- Froum (Fourmicum Travaillam) : une fourmi qui travaille dans une fourmilière bien qu'il soit à l'école

- Libelle (Libellulae Frimus) : une libellule amie de Zazie. D'après son "nom latin", elle est prétentieuse.

- Lolly (Puceum Grangueulum) : une puce amie de Zazie.

- Migala (Arachnae Hystericum) : une mygale qui se croyait moche. Elle devient amoureuse de Zip par la suite.

- Mlle Arakné (Professoro Parigolo) : une araignée qui est le professeur de Zip. Elle n'est pas du tout aimable.

- Rainier (Arachnae fayotae) : une araignée qui est le chouchou de Mlle Arakné (celle-ci est d'ailleurs sa mère).

- Emile (Mille-pattum Randonnis) : un mille-pattes qui est fan de randonnées. À force de toujours marcher, ses pieds dégagent une très mauvaise odeur;

- M.Volbeurré (Papillonus Groconnus) : le père de Zazie. Il ne supporte pas la relation entre sa fille et Moskito.

- Mario (Crapum Gourmandis) : un crapaud qui adore manger les insectes. On remarque que son apparence est très différente dans le tome 1.

## Tomes
1. L'Ecole buissonnière, (2002)
2. La Saison des zzzamours, (2003)
3. Les copains d'abord, (2004)
4. Ze Bogzzzshow, (2005)